# Peter Mattli

Peter Mattli

Peter Mattli (ur. 31 maja 1944 roku) – szwajcarski kierowca wyścigowy.

## Kariera
Mattli rozpoczął karierę w międzynarodowych wyścigach samochodowych w 1971 roku od startu w klasie P 2.0 24-godzinnego wyścigu Le Mans, gdzie odniósł zwycięstwo w klasie, a w klasyfikacji generalnej był siódmy. Rok później był drugi w klasie S 2.0.